# 출초식

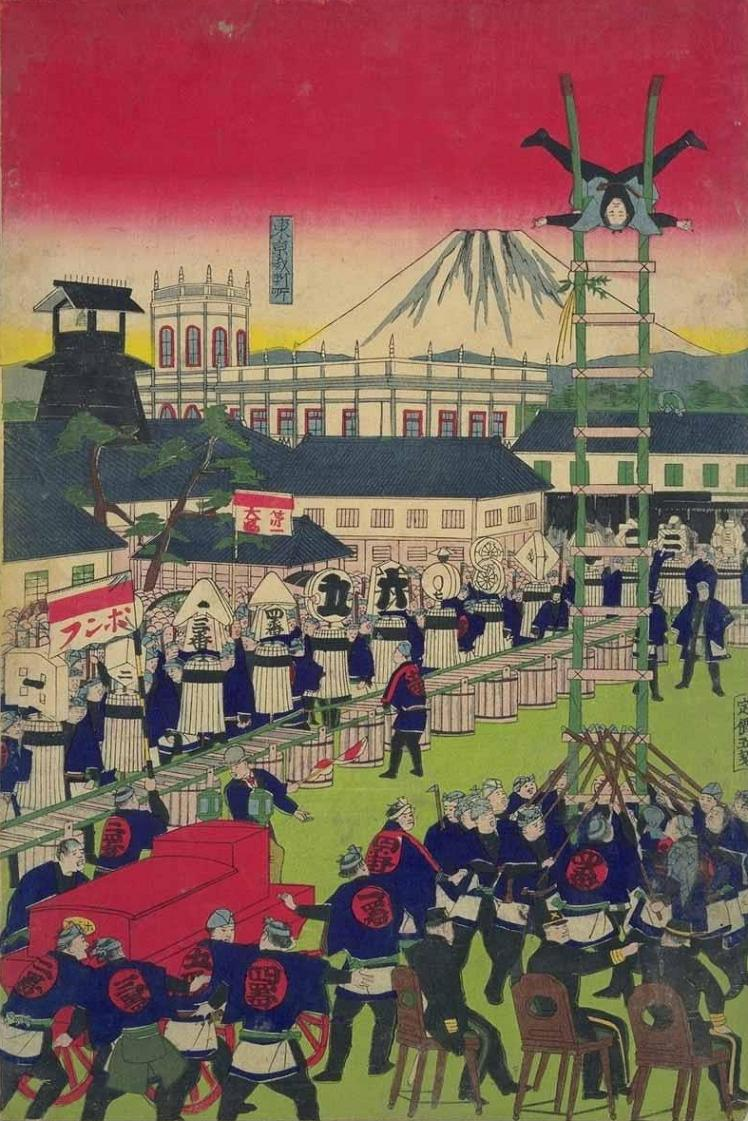
우타가와 히로시게 3세가 그린 1875년(메이지 8년) 출초식.

출초식(일본어: 出初式 테조메시키[*])이란, 일본의 소방관계자가 1월 초순에 수행하는 시무식 행사다. 소방출초식(일본어: 消防出初式 쇼보데조메시키[*])이라고도 한다.
출초식의 기원은 에도시대의 소방조직인 화소에서 수행하던 출초(일본어: 出初 데조메[*])・초출(일본어: 初出 하츠데[*])이다. 에도시대부터 메이지시대까지는 1월 4일에 행해졌으나, 현대에는 1월 6일에 개최된다.
출초식에서는 일제방수・대피구조 등 소방훈련, 사다리타기・나무끌이 등 전통기예, 소방단・소방차 퍼레이드, 소방직원・단원・공로자 표창 등이 진행된다. 그 밖에 지역마다 다양한 행사가 열린다. 동종의 성격을 가지는 것으로 경찰의 연두출동훈련이 있다.